# Moschee des an-Nasir Muhammad

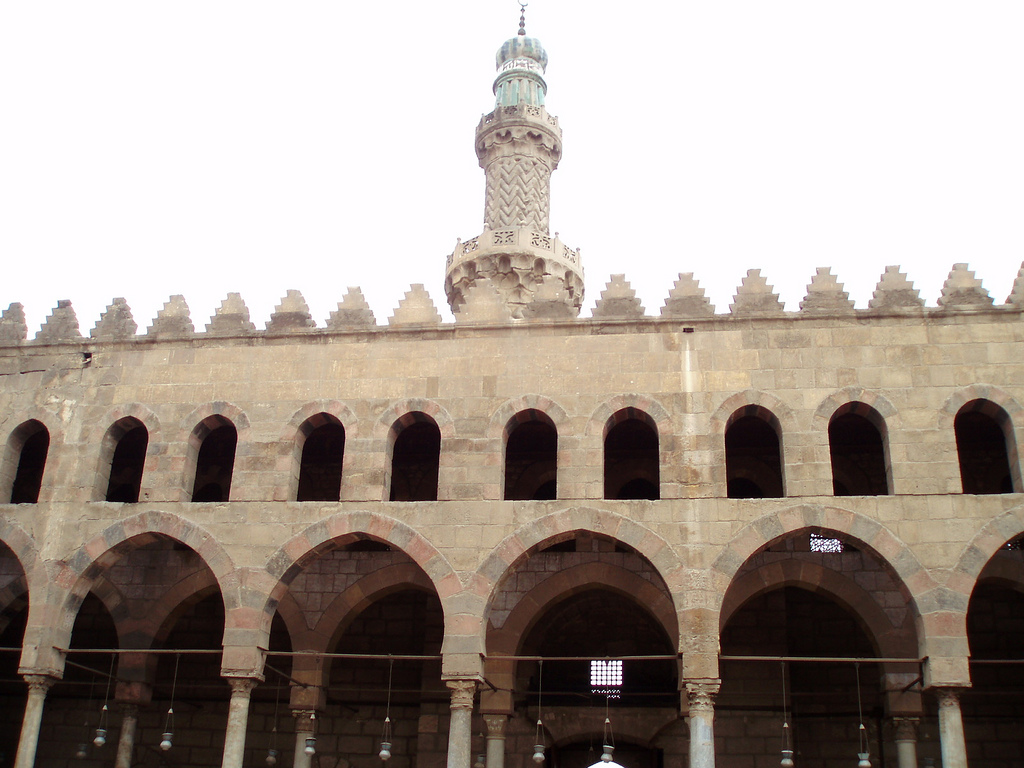
Blick auf die Arkaden

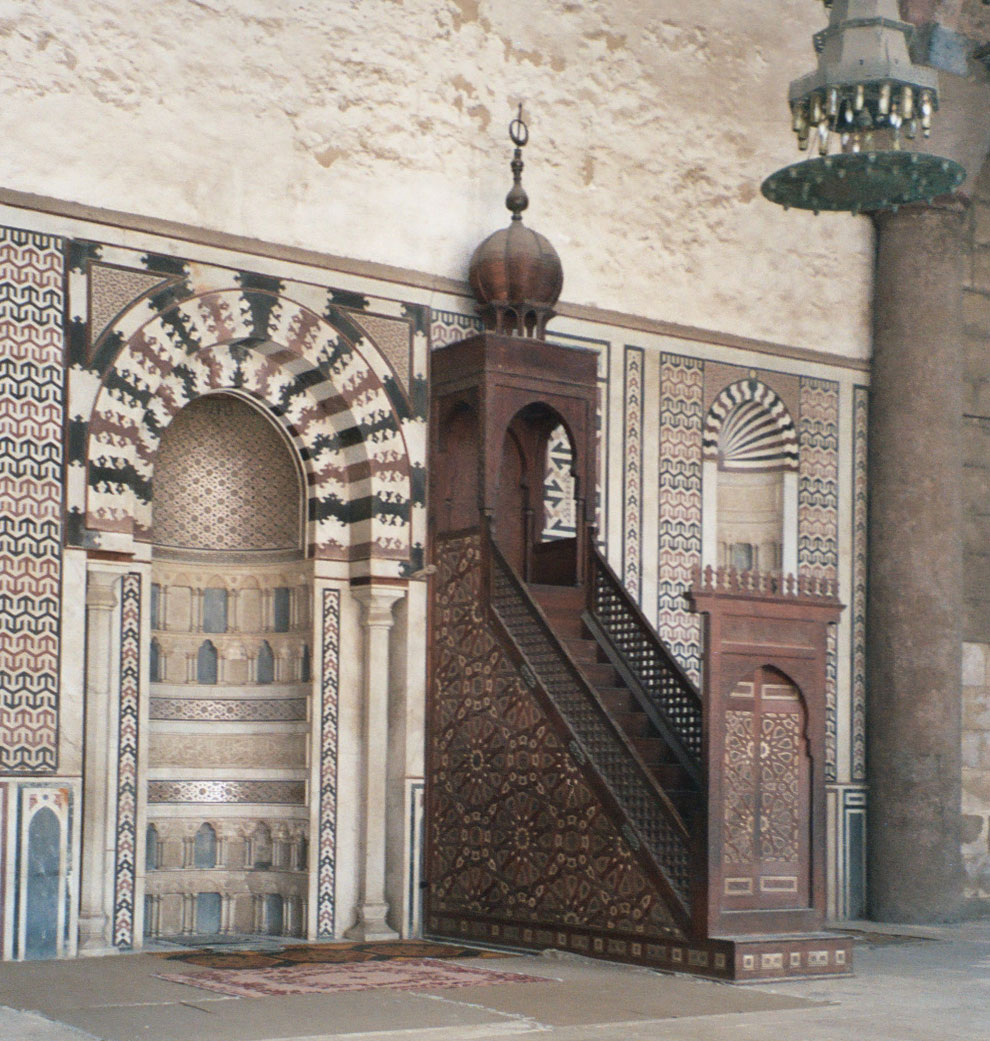
Die Minbar der Moschee

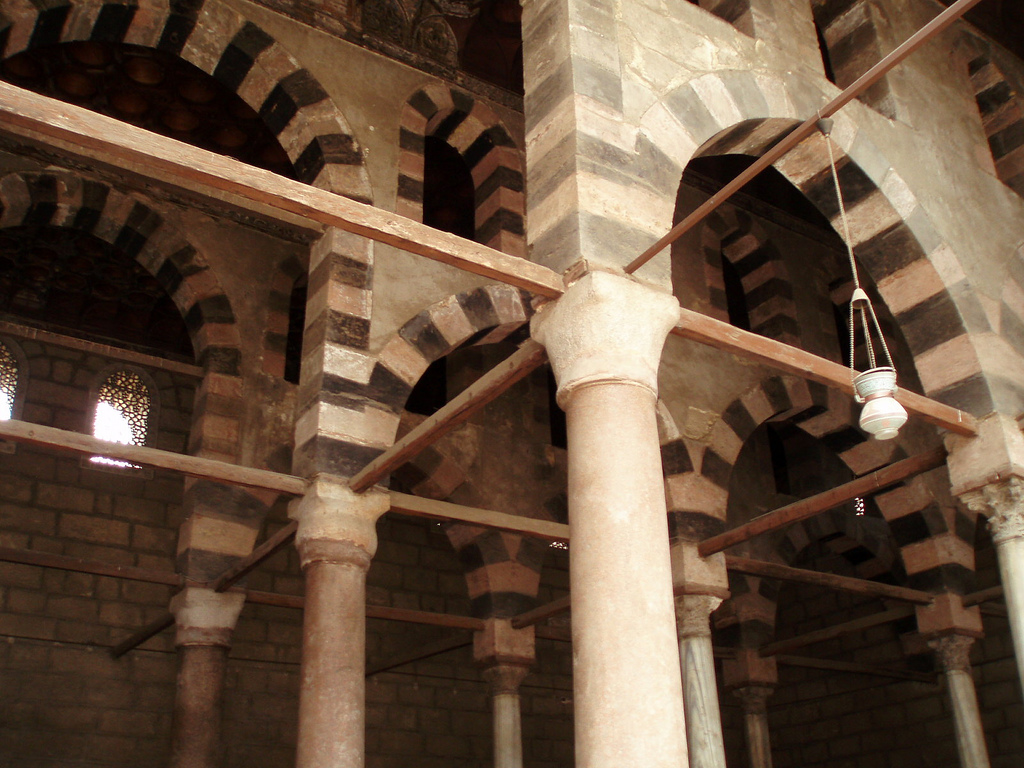
Das Innere der Moschee

Die Moschee des an-Nasir Muhammad (arabisch مسجد الناصر محمد بن قلاوون, DMG Masǧid an-Nāṣir Muḥammad b. Qalāwūn) auf der Zitadelle in Kairo, eine der wichtigsten Bauten von Al-Malik an-Nasir Muhammad Ibn Qalawun  (1284–1341), war die Freitagsmoschee der Sultane.
Die Moschee ersetzte eine ältere und war Teil eines Palastkomplexes auf der Zitadelle von Kairo. Der Vorgängerbau ist 1312 fertiggestellt worden. Dieser Bau wurde innerhalb von zwei Jahren errichtet. 1318 wurde diese Moschee jedoch wiederum durch eine neue ersetzt, was durch eine Inschrift bezeugt ist. 1335 wurde der Bau stark erweitert.
Die Moschee nimmt eine Fläche von 57,6 × 60 m ein. Sie ist freistehend. Die Fassade ist weitestgehend glatt mit nur einigen Vorsprüngen und einer Reihe von Fenstern im oberen Teil. Sie wird von stufenförmigen Zinnen gekrönt. Sie besteht aus einem großen Hof in der Mitte und vier Reihen von Arkaden an der Rück- und jeweils zwei Reihen von Arkaden an den anderen Seiten, wodurch der ganze Bau praktisch eine große Halle mit dem offenen Hof in der Mitte bildet. Bei den für die Arkaden verwendeten Säulen handelt es sich um Spolien von Bauten aus vorislamischer Zeit. Die unterschiedliche Länge der Säulen wird durch unterschiedlich hohe Basen ausgeglichen. Die Moschee hat vier Eingänge, die alle verschieden gestaltet sind. 
Die Moschee hat im hinteren Teil eine Kuppel, die jedoch 1468 einstürzte, aber wieder aufgebaut wurde. Sie wird auf drei Seiten von Bögen gestützt, die wiederum von zehn Granitsäulen getragen werden. Der Bau hat zwei Minarette, die jedoch nicht symmetrisch angeordnet sind. Eines von ihnen befindet sich im Norden und flankiert den Haupteingang, das andere steht an der Ostecke des Baues.